# Jenna von Oÿ
Jennifer Jean "Jenna" Von Oÿ, född 2 maj 1977, är en amerikansk skådespelare och countrysångare. 
Hon är mest känd för sin roll som Stevie van Lowe i The Parkers och Six LeMeure i Blossom. Hon har också gjort rösten åt Stacey i den tecknade filmen Janne Långben - The Movie.

## Filmografi
- 1986 – Tales from the Darkside (TV-serie) (1 avsnitt)
- 1989 – Född den fjärde juli
- 1990–1995 – Blossom (TV-serie) (114 avsnitt)
- 1995 – Janne Långben - The Movie (röstroll)
- 1997 – Chicago Hope (TV-serie) (1 avsnitt)
- 1997 – Martin (TV-serie) (1 avsnitt)
- 1998 – Sjunde himlen (TV-serie) (1 avsnitt)
- 1999 – Moesha (TV-serie) (1 avsnitt)
- 1999–2004 – The Parkers (TV-serie) (106 avsnitt)
- 2000 – En extremt långbent film (röstroll)
- 2005 – Cold Case (TV-serie) (1 avsnitt)
- 2005 – Family Guy (TV-serie) (röstroll, 1 avsnitt)

## Diskografi
Album
- 2007 – Breathing Room